# Каховка (станція)
Каховка — дільнична станція Херсонської дирекції Одеської залізниці на лінії Снігурівка — Федорівка. Розташована в місті Таврійськ Каховського району Херсонської області.
На станції діє оборотне локомотивне депо та вагоноремонтне депо (ВЧД-12).

## Історія
До початку масштабного будівництва в 1946-1949 роках у степу на північ від села Цукури було закладено залізничну станцію. Згідно з Постановою Ради Міністрів СРСР у цьому районі було заплановано будівництво Каховської ГЕС, яке було розпочато в 1950 році. Станцію було відкрито 10 лютого 1951 року, і спочатку вона носила назву станція "Єрмаки" Сталінської залізниці. Основним завданням станції на початковому періоді існування було підвезення вантажів для будівництва ГЕС.
Нова залізнична станція з'єднала таврійські степи з економічно розвиненими регіонами і великими станціями Радянського Союзу. На станції спочатку було 3 колії, станція поступово розвивалася, додавалися приймально-відправні колії, поблизу станції з'явилися великі промислові підприємства, які вона почала обслуговувати. Станції "Каховка" було присвоєно 1-й клас, вона стала вузловою і через неї почали йти поїзди з Донбасу до Одеси.
У 1956 році чисельність штату працівників станції перевищувала 200 осіб. У 1990-х роках у період економічної кризи залізничні перевезення значно знизилися, скоротився штат працівників. Починаючи з 2006 року робота станції почала стабілізуватися.
На станції "Каховка" на початку XXI століття було реконструйовано приміщення вокзалу, комп'ютеризовано робочі місця. Для працівників поліпшено умови праці, організовано санітарно-побутове приміщення.

## Пасажирське сполучення
На станції щоденно зупиняються лише приміські поїзди до станцій Миколаїв-Вантажний, Херсон та Нововесела.
З квітня по травень 2019 року та 15 квітня 2020 року через станцію прямував нічний швидкий поїзд № 142/141 сполучення Одеса — Маріуполь. 
До 25 жовтня 2020 року курсував через день єдиний пасажирський поїзд «Таврія» № 317/318 сполученням Запоріжжя — Одеса та досі не відновлений.

## Галерея

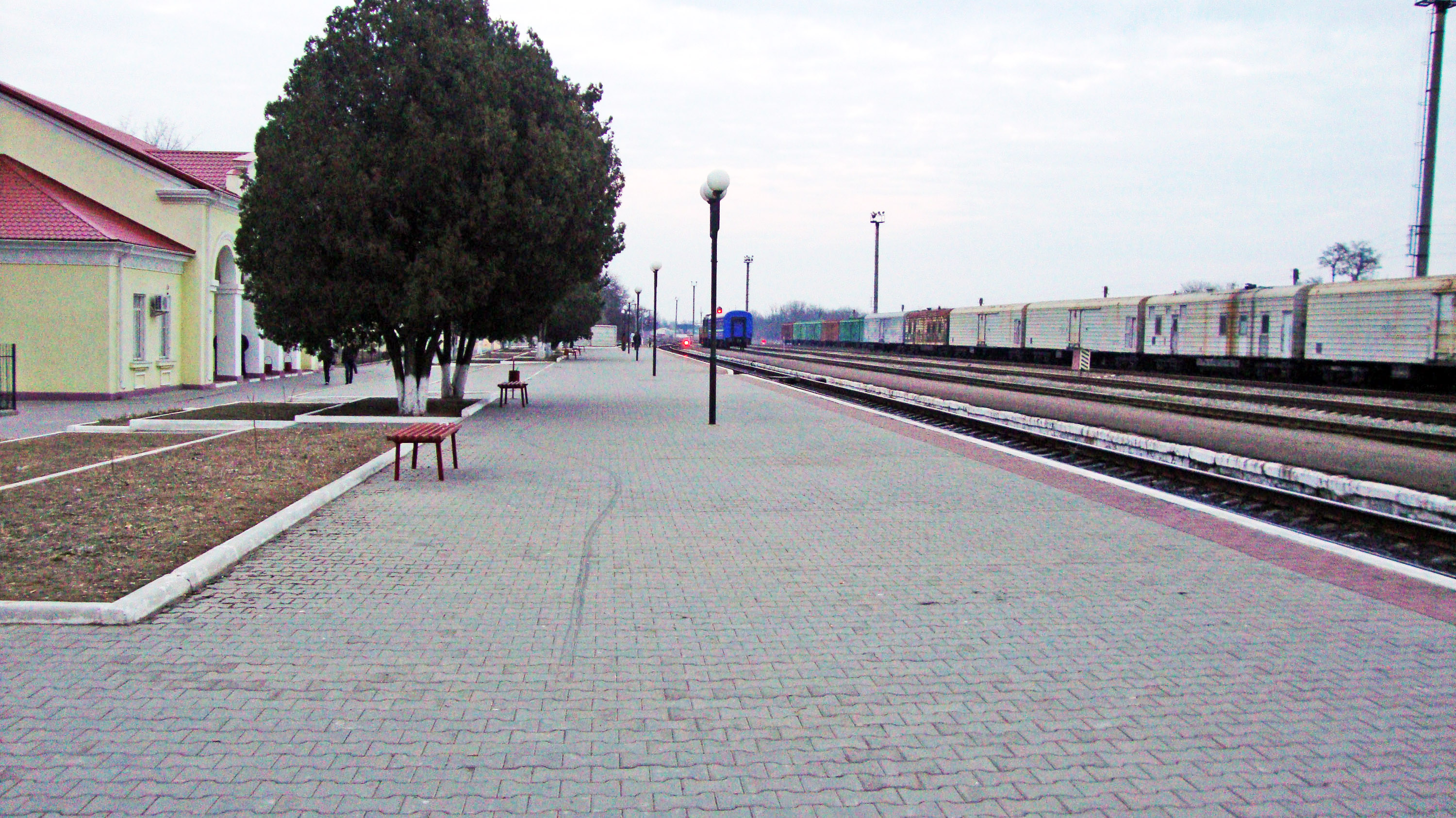
На пероні вокзалу
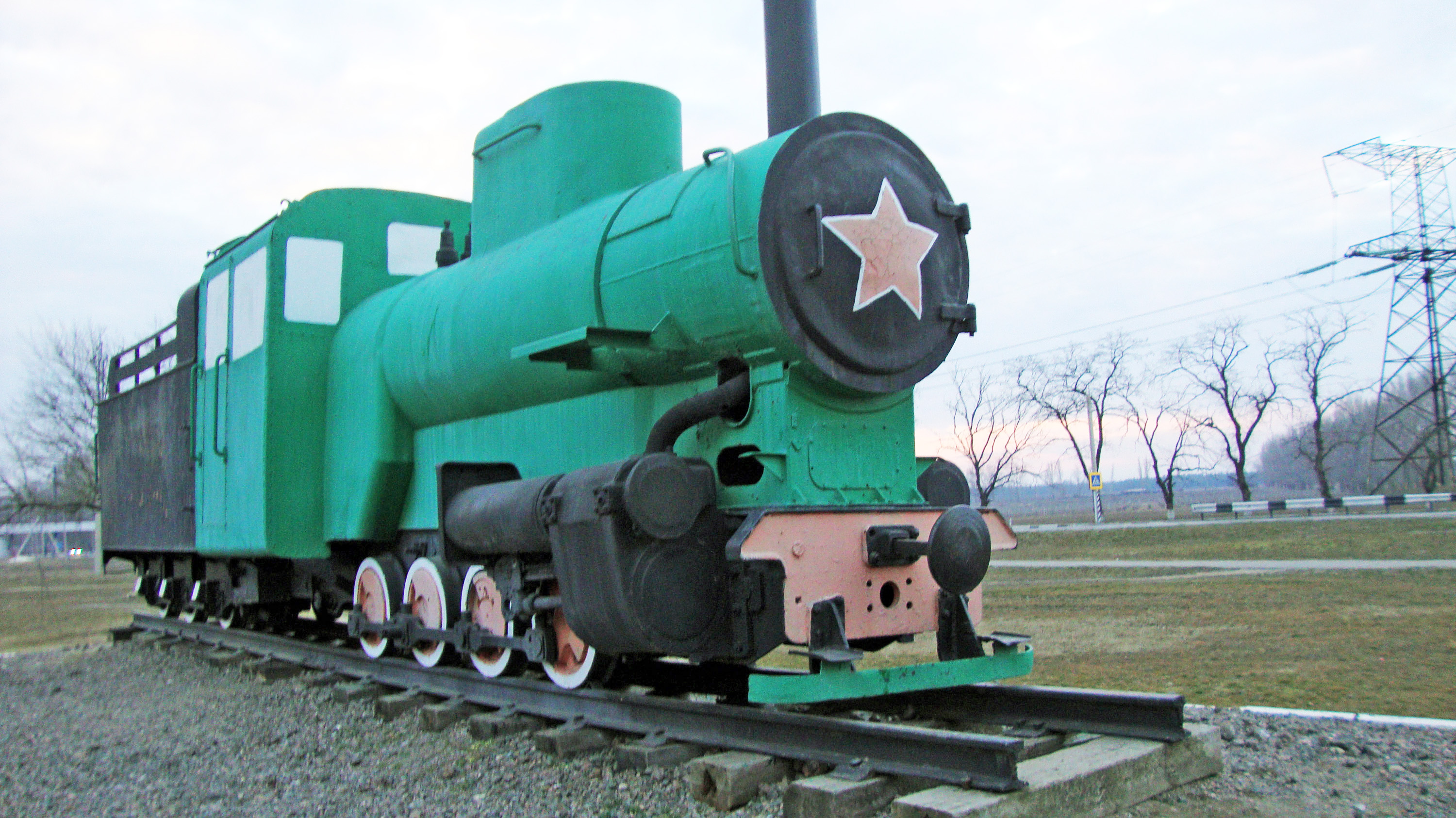
Пам'ятник залізничникам